# Tomasz Sacha
Tomasz Sacha (ur. 9 lipca 1953 w Gnieźnie, zm. 30 grudnia 2006 w Koninie) – polski muzyk jazzowy. Współzałożyciel i lider zespołu Prowizorka Jazz Band, grający na osobliwym instrumencie własnego patentu, który nazywał „gębofonem” (kazoo i szklanka). Z wykształcenia inżynier drogowiec.

## Kariera muzyczna
Pierwsze zetknięcie z estradą to muzykowanie podczas studiów na Politechnice Poznańskiej, występy w klubach studenckich i na XIII Ogólnopolskim Festiwalu Piosenki i Piosenkarzy Studenckich w 1976 r. w Krakowie. Późniejsza kariera muzyczna związana była zawsze z „Prowizorką Jazz Band” zespołem jazzu tradycyjnego.
Prowizorka Jazz Będ – bo takiej nazwy zespół początkowo używał – założony został w Gnieźnie w 1981 roku. Po zdobyciu Złotej Tarki na Old Jazz Meeting '85, „Prowizorka” zaczęła odnosić sukcesy międzynarodowe na festiwalach we Francji i Holandii, gdzie nagrała swoją pierwszą płytę „Moonlighting” dla wytwórni Timeless Records. Od tego czasu grupa nagrała jeszcze dziesięć płyt, w tym kolejne trzy dla Timeless Records, ale także dla Poljazzu i Polskich Nagrań („Vital”, 1990). Wydany w Holandii przez firmę Zerone album „As Good As Love” był pierwszą płytą kompaktową w historii polskiego jazzu.
Na przestrzeni 20 lat zespół dał tysiące koncertów w całej Europie, występując na najważniejszych festiwalach (m.in. North Sea 1990) obok takich sław jak Acker Bilk, Chris Barber czy Papa Bue's Viking Jazz Band. Dwukrotnie (1996, 1997) „Prowizorka” triumfowała w ankiecie Jazz Top jako najlepszy polski zespół jazzu tradycyjnego, a Sacha wygrywał w kategorii instrumentów różnych.
Żywiołowa gra i pomysłowe aranżacje zespołu zjednały mu rzesze sympatyków. W swoim repertuarze miał utwory nie tylko dixielandowe i bluesowe, ale także swingowe, bebopowe, a nawet tematy zaczerpnięte z muzyki poważnej (Dvořák, J.S. Bach, Chopin). W ostatnim składzie obok Sachy grali Jacek Korohoda – g, Stanisław Piotrowski – b, i Leszek Szczerba – ts, i Jan Kalinowski – g.

## Wybrana dyskografia
- „Moonlighting” Timeless Rec. 1986
- „As Good As Live” Zerone 1987
- „Crazy Rhythm” CD Sound Int. 1997
- „Humoresque” Timeless Rec. 1989
- „Makeshift Forever” Poljazz 1986
- „New Live” Biff Cuthbert 2007
- „Prowizorka Jazz Band No 4 CD” Sound Int. 1992
- „Prowizorka Jazz Band” Timeless Rec. 1991
- „Vital” Muza PJ nr 75 1990